# Élections régionales de 1968 en Bade-Wurtemberg
Les élections régionales de 1968 en Bade-Wurtemberg (en allemand : Landtagswahl in Baden-Württemberg 1968) se tiennent le 28 avril 1968, afin d'élire les 127 députés de la 5e législature du Landtag pour un mandat de quatre ans.

## Résultats

### Voix et sièges
| Parti                             | Parti                                        | Voix      | Voix  | Sièges | Sièges        | Sièges | Sièges | Sièges        |
| Parti                             | Parti                                        | Votes     | %     | MU1    | +/-           | Liste  | Total  | +/-           |
| --------------------------------- | -------------------------------------------- | --------- | ----- | ------ | ------------- | ------ | ------ | ------------- |
|                                   | Union chrétienne-démocrate d'Allemagne (CDU) | 1 718 261 | 44,23 | 60     | 16            | 0      | 60     | 1             |
|                                   | Parti social-démocrate d'Allemagne (SPD)     | 1 124 696 | 28,95 | 9      | 16            | 28     | 37     | 10            |
|                                   | Parti libéral-démocrate (FDP)                | 560 145   | 14,42 | 1      | en stagnation | 17     | 18     | 4             |
|                                   | Parti national-démocrate d'Allemagne (NPD)   | 381 569   | 9,82  | 0      | Nv.           | 12     | 12     | Nv.           |
|                                   | Autres                                       | 99 976    | 2,57  | 0      | en stagnation | 0      | 0      | en stagnation |
|                                   |                                              |           |       |        |               |        |        |               |
| Votes valides                     | Votes valides                                | 3 884 647 | 97,84 |        |               |        |        |               |
| Votes blancs et nuls              | Votes blancs et nuls                         | 85 895    | 2,16  |        |               |        |        |               |
| Total                             | Total                                        | 3 970 542 | 100   | 70     | en stagnation | 57     | 127    | 7             |
| Abstentions                       | Abstentions                                  | 1 641 700 | 29,25 |        |               |        |        |               |
| Nombre d'inscrits / participation | Nombre d'inscrits / participation            | 5 612 242 | 70,75 |        |               |        |        |               |